# Pontiac Matiz G2
De Pontiac Matiz G2 is een Pontiac die speciaal voor de Mexicaanse markt geproduceerd wordt. De auto is origineel een Chevrolet Matiz maar heeft de badge van Pontiac.